# Gare de Oued Rhiou
La gare de Oued Rhiou, est une gare ferroviaire algérienne  sur le territoire de la commune de Oued Rhiou, dans la wilaya de Relizane.

## Situation ferroviaire
La gare se situe sur la ligne d'Alger à Oran, où elle est précédée de la gare de Boukadir et suivie de celle de Oued El Djemaa.

## Service des voyageurs

### Desserte
La gare de Oued Rhiou est desservie par :
- les trains grandes lignes de la liaison Alger - Oran[1] ;
- les trains régionaux de la liaison Oran - Chlef[2].